# Mathias Ringmann
Mathias Ringmann était un humaniste helléniste, géographe, poète, pédagogue et correcteur d’imprimerie franco-alsacien. On lui doit, au même titre que le cartographe Martin Waldseemüller, l'invention du terme America pour désigner le Nouveau Monde, en honneur à l'explorateur Amerigo Vespucci et dont la première occurrence apparait dans le planisphère publié en 1507 et sur lequel ils travaillèrent tous deux.

## Parcours
Né à Eichhoffen en Alsace en 1482 et mort à Sélestat en 1511, il a fait partie des érudits du Gymnase vosgien créé par Vautrin Lud.

## Les années de formation

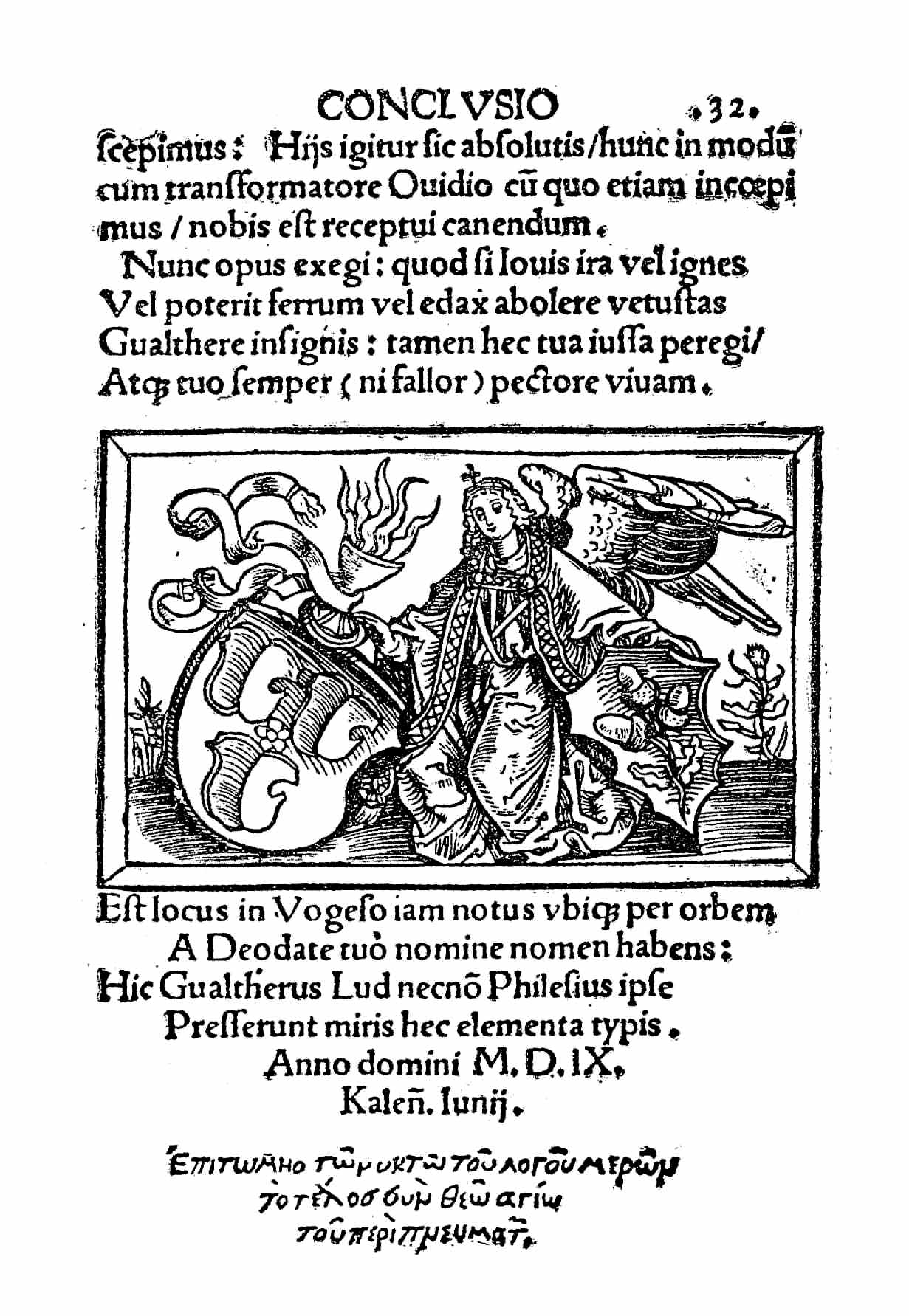
Grammatica figurata : à droite les armoiries d’Eichhoffen.

Il commence ses études à Sélestat, probablement à l’École latine fondée par Ludwig Dringenberg, le père de l’humanisme en Alsace. C’est ensuite à l’université de Heidelberg qu’il étudie la théologie et les mathématiques. Il fait aussi quelques rencontres significatives, telle celle de l'humaniste alsacien, le prêtre Jakob Wimpheling, ou encore le chartreux Gregor Reisch qui travaille alors à son encyclopédie Margarita philosophica.
Il apprend le grec à Paris, et suit également les cours de Faustus Andrelinus, « poète du roi » et fin connaisseur d’Érasme. Il se forme aussi à la cosmographie, à la philosophie et aux mathématiques auprès du théologien érudit Jacques Lefèvre d'Étaples.

## Retour en Alsace
En 1503 il quitte Paris pour l’Alsace où il retrouve Wimpheling. Féru de pédagogie, il aimerait fonder à son tour une école novatrice sur le modèle de celle de Sélestat. Mais il échoue à deux reprises.
À cette période Strasbourg est devenu – avec Bâle – l’un des grands centres de l’imprimerie en Europe. Mathias Ringmann y fréquente les milieux de l’édition et travaille lui-même comme correcteur dans une imprimerie lorsque sa vie va prendre un tournant. Au retour de son troisième voyage (1501-1502), Amerigo Vespucci vient d’envoyer le récit de son expédition à Lorenzo di Pier Francesco di Medici. Cette lettre de quelques pages est connue sous le nom de Mundus novus et fait aussitôt l’objet de plusieurs éditions et traductions. En 1505 Mathias Ringmann publie lui aussi une version en latin chez Matthias Hupfuff à Strasbourg sous le titre De Ora Antarctica et fait précéder le texte de Vespucci d’un petit poème géographique et humoristique de vingt-deux vers dont il est l’auteur. Séduit, le chanoine de Saint-Dié Vautrin Lud en transcrira par la suite une partie dans sa Speculi Orbis… Declaratio. Déjà il persuade Ringmann de l’accompagner dans les Vosges.
Avant de partir celui-ci achève le travail en cours pour Jean Grüninger, une traduction en allemand des œuvres de Jules César, sous le titre Julius der erst römisch Keiser von seinem Leben und Krieg, erstmals uss dem Latein in Tütsch gebracht vnd mit andrer Ordnung der Capittel und uil zusetz nüw getruckt. Peu après il arrive à Saint-Dié où le cartographe Martin Waldseemüller s’est déjà établi depuis un certain temps.

## Le Gymnase vosgien et laCosmographiae introductio
Vautrin Lud songeait depuis longtemps à une réédition de la Géographie de Ptolémée qui prendrait en compte les récentes découvertes. Il a su trouver les arguments pour que Ringmann – qui se fera désormais appeler Philesius Vogesigena – rejoigne le Gymnase vosgien, un petit groupe d’érudits qu’il est en train de créer à Saint-Dié, et qui compte parmi ses membres son propre neveu Nicolas Lud (fils de Johannes Lud de Pfaffenhoffen), le cartographe Martin Waldseemüller et le latiniste Jean Basin.
Ce groupe édite en 1507 à Saint-Dié la Cosmographiae introductio, un petit ouvrage imprimé accompagné d'un planus : une grande carte du monde Universalis Cosmographia et d'un solidus : une petite carte-globe en douze fuseaux dessinées par Martin Waldseemüller. Le nom « America » apparaît pour la première fois à cette occasion, à la fois sur le planisphère, sur la carte-globe, et dans l’opuscule où ce choix est dûment expliqué.
La question de savoir auquel des cinq doctes membres du cénacle on doit réellement cette appellation nouvelle préoccupait déjà le Dr Franz Laufenberger en 1959 (« Ringmann oder Waldseemüller ? »). Albert Ronsin, grand spécialiste déodatien du baptême de l’Amérique, s’est également interrogé à ce sujet : « Qui est l’auteur de la Cosmographiae introductio ? » . De nombreuses sources attribuent cette paternité à Waldseemüller, d’autres à Ringmann, et les arguments des uns et des autres ne manquent pas de pertinence. Ronsin plaide en faveur d’une conception réellement collective (le Gymnase vosgien), tout en concédant – comme Laufenberger d’ailleurs – un léger avantage à Mathias Ringmann.

## Grammatica figurata

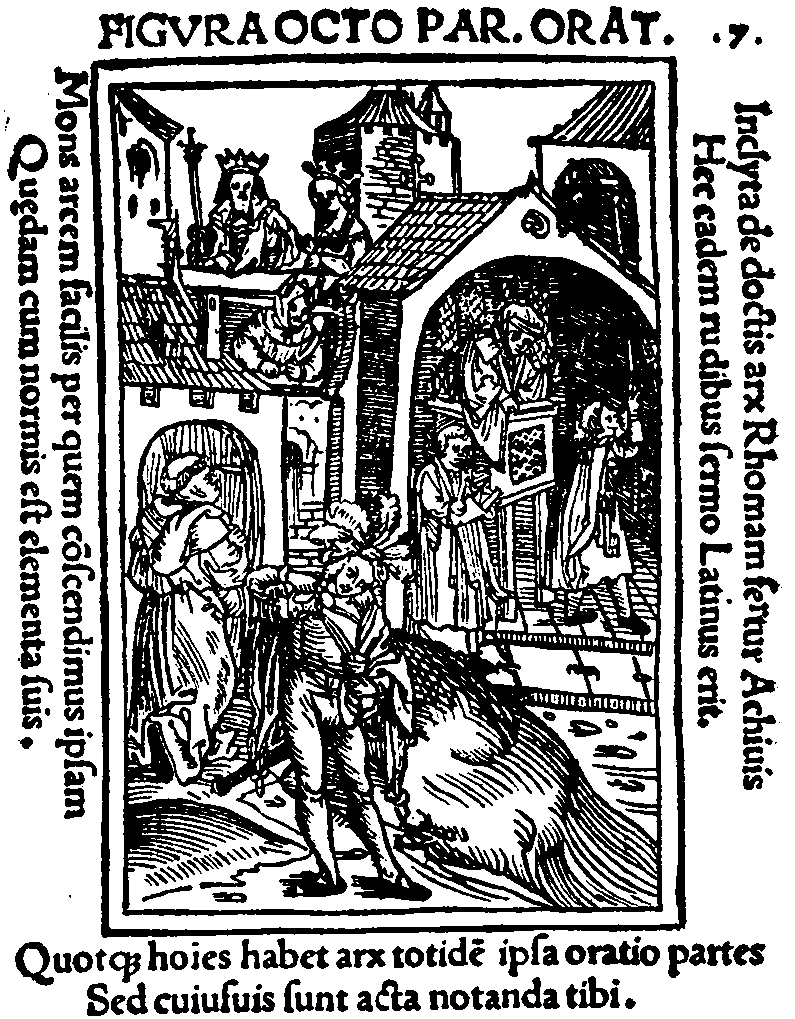
Grammatica figurata : Les huit classes de mots.

Pédagogue dans l’âme – il a lui-même tenté de créer des écoles et conçu un recueil d’exercices – et marqué par son illustre professeur Lefèvre d’Etaples, Mathias Ringmann élabore une grammaire latine illustrée destinée aux écoliers du diocèse de Toul, Hugues des Hazards, évêque de Toul, étant un proche du groupe. L’initiative en revient à Vautrin Lud qui voit là un dérivatif pour son ami, toujours plongé dans les textes grecs. C’est également le chanoine qui lui souffle l’idée d’un jeu pédagogique. Ringmann s’attelle à la tâche et retient l’idée du jeu de cartes, « l’utile mêlé à l’agréable » selon sa propre expression. 
L’historien Albert Ronsin y voit l’influence du théologien et humaniste alsacien Thomas Murner, justement l’auteur d’un autre « chartiludium ». L’universitaire américain Kenneth Mayer (université du Wisconsin) pense qu’il s’agissait d’illustrer l’Ars Minor du grammairien latin Aelius Donatus (IVe siècle), qui déjà divisait le discours en huit classes de mots. De son côté Irene Mittelberg, professeur de linguistique (université Cornell), montre à partir de nombreux exemples que la représentation visuelle pour l’enseignement de la grammaire n’est pas chose nouvelle.
Composée de 32 feuillets, illustrée de 93 gravures sur bois, la Grammatica figurata est écrite en latin et Ringmann la publie à Saint-Dié en 1509, sous le pseudonyme de Philesius Vogesigena. La grammaire latine y est simplifiée, il s’agit avant tout de faciliter l’acquisition des notions fondamentales à l’aide des cartes. Le jeu comporte soixante questions et autant de réponses. Chacune des huit parties du discours est personnifiée : le pronom est incarné par le vicaire, l’adverbe par la reine, l’interjection par le fou, et ainsi de suite. Une place privilégiée est réservée au roi, c’est lui qui symbolise le verbe : « Rex verbum designat agens patiensque inimicos nonnunque neutrum pace vigente gerens. »
La plaquette est dédiée à l’évêque de Toul, et dans la gravure illustrant la conclusion on remarque un ange portant à gauche le blason de Vautrin Lud et à droite les armoiries d’Eichhoffen datant de 1097, des feuilles de chêne et trois glands symbolisant le village natal de Ringmann (en allemand, Eiche = chêne). Le colophon rend explicitement hommage à la ville de Saint-Dié : « Il est dans les Vosges un lieu connu du monde entier, ayant pour nom ton propre nom, ô saint Dié. C’est là que Gauthier Lud, et Ringmann lui-même ont imprimé ces éléments en admirables caractères. »
La méthode pédagogique ne connaît pas le succès escompté, mais la Grammatica figurata a néanmoins échappé à la destruction et à l’oubli. Quelques rares exemplaires originaux sont conservés à Strasbourg, Munich, Vienne ou Prague. Une réédition en fac-similé a été publiée en 1905 chez Heitz.

## Sur les traces de Ptolémée
En parallèle le Gymnase vosgien prépare toujours sa Géographie de Ptolémée, et Ringmann poursuit ses recherches, notamment chez les dominicains de Bâle. Dans cette ville il donne également quelques cours de cosmographie en 1508 et travaille sur diverses traductions.
Il se rend aussi en Italie et rencontre d’abord à Ferrare le poète et archéologue Lilio Gregorio Giraldi, qui lui procure d’utiles informations sur le système de numération grecque. Par la suite, à Carpi, près de Modène, Jean-François Pic de la Mirandole, neveu de l'humaniste italien Jean Pic de la Mirandole, lui prête un texte de Ptolémée.

## L’oraison funèbre de René II

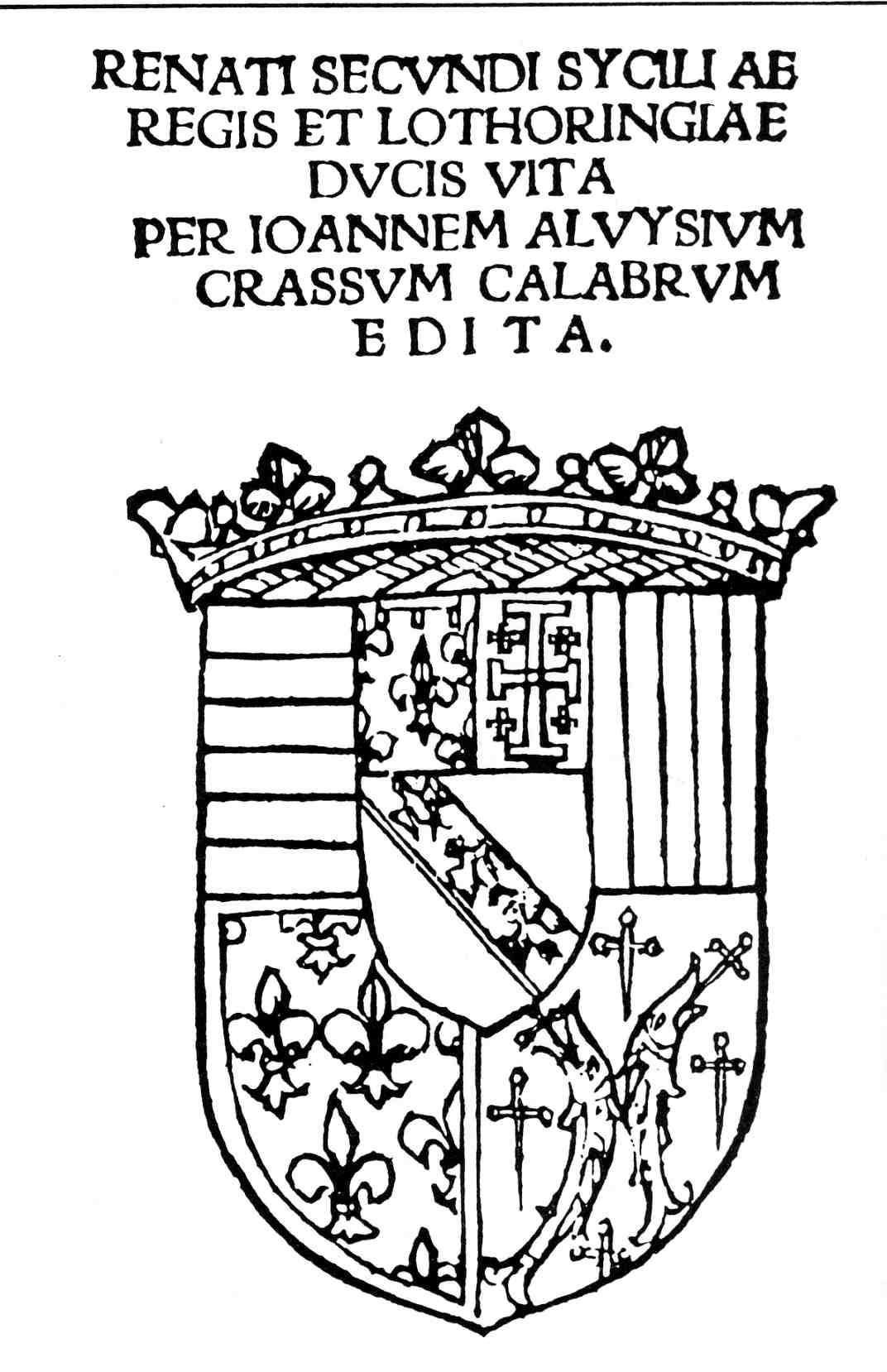
Oraison funèbre de René II par Jean Loys (1510).

En 1510, toujours à Saint-Dié, Ringmann imprime une petite plaquette de six feuillets rédigée par Jean Loys (Aloisius Crassus Calaber) à la demande du chanoine André de Reynette, proche de la famille Lud. Intitulé Renati Secundi Syciliae Regis et Lothoringiae Ducis Vita per Ioannem Aluysium Crassum Calabrum edita, ce texte est l’éloge funèbre du duc de Lorraine René II, mort en 1508 et dont Loys était l’un des secrétaires. Ringmann lui-même en a rédigé la dédicace.
Affaibli depuis 1509 par la tuberculose qui le ronge, il doit ralentir le rythme de ses travaux, mais au début de 1511 il se rend encore à Nancy, où le duc Antoine de Lorraine lui demande d’imprimer à Saint-Dié le livre premier du Liber Nanceidos, que Pierre de Blarru vient de rédiger à la gloire de René II.

## Une fin prématurée
Ringmann meurt subitement à Sélestat le 1er août 1511, à peine âgé de  29 ans, et c’est Jean Basin de Sandaucourt qui se chargera du travail demandé.
Le Gymnase vosgien se voit désormais privé de l’un de ses membres les plus talentueux, alors que Vautrin Lud est lui-même en butte à des difficultés financières. 
Ringmann avait encore eu le temps de terminer la rédaction du livret explicatif accompagnant la carte de l’Europe (Carta Itineraria Europae) conçue par Waldseemüller. Cette plaquette, imprimée en 1511, s’intitulait Instructio manuductionem prestans in cartam itinerariam martini hilacomil ipsuus europae.
De fait une autre œuvre était en cours d’élaboration au moment de sa disparition. À l’initiative de Lud et en collaboration avec Waldseemüller pour les cartes, Mathias Ringmann travaillait depuis 1506 sur la nomenclature de la Géographie de Ptolémée. Lorsque celle-ci sera imprimée par Jean Schott à Strasbourg en 1513 sous le titre Claudii Ptolemei Viri Alexandrini. Mathematicae disciplinae Philosophi doctissimi Geographiae opus novissima Traductione e Grecorum archetypis castigatissime pressum : caeteris ante lucubratorum multro praestantius, son nom n’est pas mentionné, et ceux de ses compagnons pas davantage.

## Héritage
En 1911 – date marquant le quatrième centenaire de la mort de Mathias Ringmann – de grandes fêtes franco-américaines sont organisées à Saint-Dié. La formule « Saint-Dié, marraine de l’Amérique » devient un véritable slogan et une plaque commémorative est apposée sur la maison dite de l’Amérique (sur les lieux de l’ancien atelier d’imprimerie du Gymnase).
Cet édifice fut détruit en 1944, et la plaque de marbre sauvée des flammes est aujourd’hui conservée au musée Pierre-Noël de Saint-Dié-des-Vosges.